# Gargilesse-Dampierre
Gargilesse-Dampierre è un comune francese di 333 abitanti situato nel dipartimento dell'Indre nella regione del Centro-Valle della Loira.

## Società

### Evoluzione demografica
Abitanti censiti